# Torre Levante
La Torre Levante és un gratacel de 120 metres d'altura situat a Benidorm (Marina Baixa, País Valencià). Amb 33 plantes, se situa a la zona del Platja de Llevant, en primera línia de platja. Aquesta torre va ser l'edifici més alt de Benidorm des de 1985 fins a 2002, quan es va construir el Gran Hotel Bali de 186 metres. Va ser el primer edifici de Benidorm a superar les 30 plantes.

## Galeria

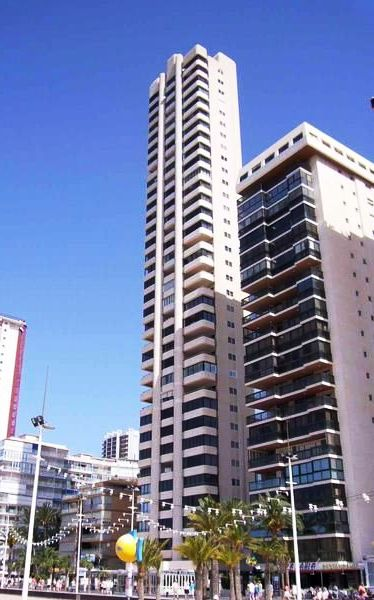
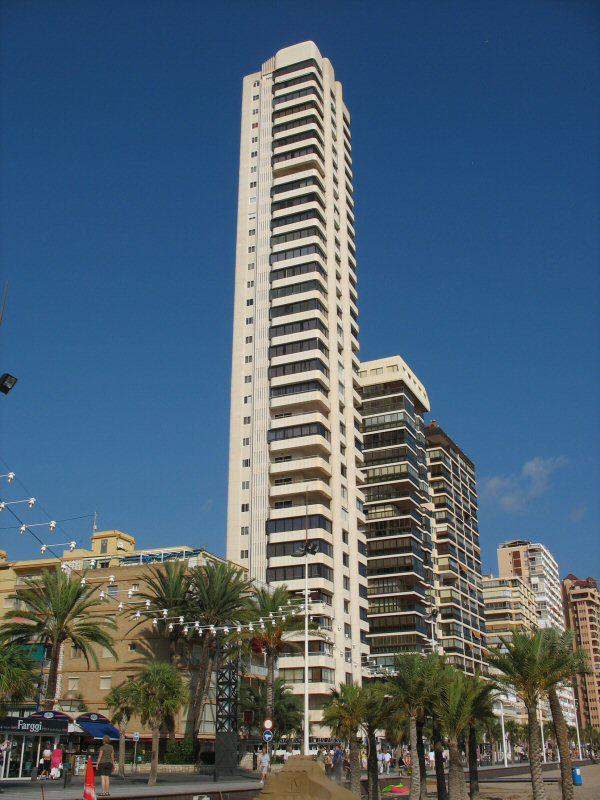